# ベン・ミー
ベン・ミー（英語: Ben Mee, 1989年9月21日 - ）は、イングランド・マンチェスター出身のサッカー選手。ブレントフォードFC所属。元イングランド代表。ポジションはDF。

## 経歴
マンチェスター・シティFCの下部組織で育ち、アカデミーではキャプテンを務める。2010年夏にアカデミー出身選手を探していたトップチーム監督のロベルト・マンチーニに見出され、1軍に昇格する。しかし出場機会を得られず、2011年の正月、レスターにチームメイトのグレッグ・カニンガムとともに期限付き移籍。スヴェン＝ゴラン・エリクソンに重用され、主力に定着するが同シーズン終了後にエリクソンは更迭。ミーもレスターを離れた。
2011-12シーズンはバーンリーに期限付き移籍し、結果を残した。2012年1月に、バーンリーに完全移籍。クラブでは副主将に任命された。
2022年7月21日、ブレントフォードFCにフリー移籍で加入し、2年契約を結んだ。

## 代表歴
世代別のイングランド代表に招集された。